# Таймслот (TDMA)
Таймслот (англ. timeslot — ячейка времени) — в системах связи, где применяется множественный доступ с разделением по времени (TDMA) или временное уплотнение (мультиплексирование) (TDM) — единица разделения канала. Означает одно место в каждом суперкадре при мультиплексировании с разделением по времени.
Как правило, в цифровой технике связи под таймслотом понимается канальный интервал, занимаемый одним каналом 64 кбит/с. Ввиду наличия разных скоростей передачи, протяженность одного таймслота во времени может сильно варьировать, неизменным остается лишь объем информации, который в нем умещается.
В мобильной связи дело обстоит наоборот — таймслот — это заданая единица времени (часть) из повторяющегося пакета или кадра.
Например, в GSM — таймслот — это 0,577 мс и 8 таймслотов образуют кадр.
Таймслоты есть не только в системах, использующих TDMA, но и в других системах, например в D-AMPS (использует помимо FDMA разделение на таймслоты), DECT, CDMA2000 (где кроме кодированного разделения канала используется и временное разделение на таймслоты при передаче данных).
Например в CDMA2000 1X EV-DO — таймслот — это 1,667 мс — 16 таймслотов образуют пакет.